# الدوري المولدوفي الوطني 2004–05
الدوري المولدوفي الوطني 2004–05 هو الموسم 14 من  الدوري المولدوفي الوطني. أقيم خلال الفترة 14 أغسطس 2004 وحتى 12 يونيو 2005، وأشرف على تنظيمه اتحاد مولدافيا لكرة القدم، وكان عدد الأندية المشاركة فيه  8، وفاز فيه نادي شريف تيراسبول.